# Таос Скај Вали (Њу Мексико)
Таос Скај Вали (енгл. Taos Ski Valley) град је у америчкој савезној држави Њу Мексико.

## Демографија
По попису из 2010. године број становника је 69, што је 13 (23,2%) становника више него 2000. године.
| Група             | 2000.      | 2010.      |
| Белци             | 44 (78,6%) | 52 (75,4%) |
| Афроамериканци    | 0 (0,0%)   | 0 (0,0%)   |
| Азијати           | 1 (1,8%)   | 0 (0,0%)   |
| Хиспаноамериканци | 9 (16,1%)  | 17 (24,6%) |
| Укупно            | 56         | 69         |